# Owensville (Missouri)
Pour les articles homonymes, voir Owensville.
Owensville est une ville du comté de Gasconade, dans le Missouri, aux États-Unis,. Située au sud du comté, elle est incorporée en 1911. 

## Démographie
Lors du recensement de 2010, la ville comptait une population de 2 676 habitants. Elle est estimée, en 2016, à 2 620 habitants.

### Source de la traduction
- (en) Cet article est partiellement ou en totalité issu de l’article de Wikipédia en anglais intitulé « Owensville, Missouri » (voir la liste des auteurs).